# Friedbert Groß
Friedbert Groß (* 20. April 1937 in Medingen) ist ein deutscher Musikpädagoge, Komponist und Politiker (DDR-CDU, ab 1990 CDU).

## Leben und Beruf
Groß besuchte die Kreuzschule in Dresden und war in seiner Jugendzeit Sänger des Dresdner Kreuzchors. Nach dem Abitur 1955 nahm er ein Studium (Komposition, Tonsatz, Chorleitung und Klavier) an der Musikhochschule Dresden auf, das er 1960 mit dem Staatsexamen abschloss. Er arbeitete zunächst als Lektor für Kompositionen am Zentralhaus für Kulturarbeit in Leipzig, wechselte 1962 als Lehrer für musikalische Bildung und Rhythmik an die Hochschule für Körperkultur und war 1989/90 Leiter des dortigen Fachbereiches für Choreographie. Neben seiner beruflichen Tätigkeit komponierte er etwa 60 Chor- und Instrumentalwerke. Von 2004 bis 2008 war er Mitglied des ZDF-Fernsehrates.
Friedbert Groß ist verheiratet und hat eine Tochter.

## Politik
Groß trat 1984 in die DDR-CDU ein und war von 1985 bis 1990 Mitglied der Ständigen Kommission Kultur des Bezirkstages Leipzig. Nach der politischen Wende wurde er Mitglied der nunmehr vereinigten CDU und 1990 zum Vorsitzenden des CDU-Ortsverbandes Leipzig-Mitte gewählt. Er gehörte von 1990 bis 1999 als Abgeordneter dem Sächsischen Landtag an, war dort von 1990 bis 1993 kultur- und medienpolitischer Sprecher der CDU-Fraktion und von 1994 bis 1999 stellvertretender Vorsitzender des Ausschusses für Wissenschaft, Hochschule, Kultur und Medien. Nach dem Rücktritt von Stefanie Rehm wurde er am 2. März 1993 als Staatsminister für Kultus in die von Ministerpräsident Kurt Biedenkopf geführte Regierung des Freistaates Sachsen berufen. Am 6. Oktober 1994 wurde er in dieser Funktion von Matthias Rößler abgelöst.
Am 26. Mai 1999 wurde ihm von Landtagspräsident Erich Iltgen die Sächsische Verfassungsmedaille verliehen.